# Fritz Carlsen
Fritz Carlsen (* 13. Dezember 1857 in Meißen; † 17. Oktober 1913 in Dresden) war ein deutscher Theaterschauspieler.

## Leben
Carlsen war ab Mitte der 1880er-Jahre an den verschiedensten Theatern tätig. Er wirkte zuerst von 1884 bis 1889 am Stadttheater Magdeburg und wechselte anschließend für eine Saison nach Kiel. Im September 1890 bekam er vom Stadttheater Königsberg ein Engagement, wo er als „Theodor Klingenberg“ erfolgreich debütieren konnte und bis 1911 Mitglied des Ensembles blieb.

„Er war mit ausgesprochenem Erfolg in charakterkomischen Rollen tätig, in welchen er reichlich Gelegenheit fand, alle Lichter seiner erfreulichen humoristischen Kunst spielen zu lassen. Mit schauspielerischem Takt war er bestrebt, die Pointen wirkungsvoll herauszuarbeiten und besaß auch die anerkennenswerte Fähigkeit sich mit dem Publikum in Fühlung zu setzen. Ohne zu übertreiben, zeichnete er mit kräftigen Strichen seine Rollen ...“

## Rollen (Auswahl)
- Theodor Klingenberg – Die goldene Spinne (Komödie) (Franz von Schönthan)
- Argan – Der eingebildete Kranke (Molière)
- Weigel
- Alfred Klapproth – Pension Schöller (Wilhelm Jacoby und Carl Laufs)
- Bertram – Ende gut, alles gut (William Shakespeare)
- Theaterdirektor Striese – Der Raub der Sabinerinnen (Franz und Paul von Schönthan)
- Zettel – Ein Sommernachtstraum (William Shakespeare)